# Teódulo Parsacuteno

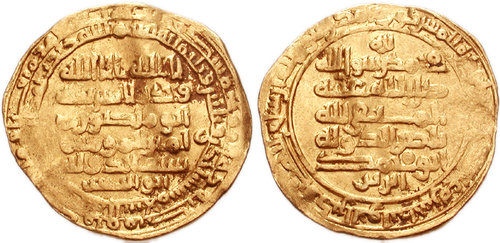
Dinar de ouro de Ceife Adaulá r. e Nácer Adaulá r.

Teódulo Parsacuteno (em grego: Θεόδουλος Παρσακουτηνός; romaniz.: Theódoulos Parsakoutenós) foi um general bizantino que casou-se com um membro da família Focas. Ele foi tomado prisioneiro pelo emir hamadânida Ceife Adaulá em 954 e permaneceu em cativeiro até 966.

## Vida
O sobrenome da família (erroneamente escrito Παρσακουντηνός - Parsacuteno em alguns manuscritos) deriva da localidade de Parsácuta (Παρσακούτη - Parsakoúte). Teódulo é o primeiro membro conhecido da família, e casou-se com uma dama da família Focas, aparentemente uma filha do general Bardas Focas, o Velho, pai do general e futuro imperador Nicéforo II Focas (r. 963–969). Teódulo e sua esposa de nome desconhecido tiveram três filhos, Teodoro, Bardas e Nicéforo.
Sua carreira é pouco conhecida, exceto por algumas referências em fontes árabes, que chamam-o "o caolho" (al-A‘war) e registram que foi um patrício e comandante (estratego) dos temas de Tzamando e Licando em 954, onde foi capturado junto com um de seus filhos (Bardas ou Nicéforo) em Adata pelo emir hamadânida de Alepo, Ceife Adaulá (r. 945–967).
No outono de 962, Teodoro, filho de Teódulo, capturou o primo de Ceife Adaulá, Abu Firas Hamadani, em um raide, e tentou ter seu prisioneiro trocado por seu pai e um de seus irmãos. Isso foi sem sucesso imediato, como Abu Firas permaneceu cativo até a troca de prisioneiros de 966, quando Teódulo e alguns outros cativos bizantinos de alta posição foram também provavelmente trocados.